# Маломир (Ямбольська область)
Маломи́р (болг. Маломир) — село в Ямбольській області Болгарії. Входить до складу общини Тунджа.

## Населення
За даними перепису населення 2011 року у селі проживали 820 осіб.
Національний склад населення села:
| Національність   | Кількість осіб | Відсоток |
| ---------------- | -------------- | -------- |
| болгари          | 751            | 92,6%    |
| цигани           | 32             | 3,9%     |
| турки            | 0              | 0%       |
| інша             | 10             | 1,2%     |
| не визначились   | 18             | 2,2%     |
| Всього відповіли | 811            |          |

Розподіл населення за віком у 2011 році:
Динаміка населення: